# 撰稿人联盟
撰稿人联盟（WAMI），马来西亚非政府组织，全称“维护媒体独立撰稿人联盟”（Writers' Alliance For Media Independence），成立于2001年6月8日。目前，主席是黄进发。此组织的宗旨为：（一）维护和拓展马来西亚言论与资讯自由以及媒体独立；（二）增进中文撰稿人与国内外志同道合的团体与个人的联系与合作。

## 成立背景
2001年，马来西亚政党马华公会透过党营企业华仁控股收购南洋报业控股，收购行动完成于该年5月28日。旗下有《南洋商报》、《中国报》等十余份报刊的南洋报业控股有71.5%股权落入马华公会手里。与此同时，南洋报业的市场竞争对手朝日报业（后改名为星洲媒体集团）亦被传为马华公会的合作伙伴。
为了抗议政党收购和财团垄断中文媒体，42位评论人于5月26日发表声明，表示如果马华公会收购南洋报社成功，他们将放弃供稿予《南洋商报》、《中国报》两家报章，同时，在《星洲日报》与《光明日报》公开否认朝日报业涉及收购的传闻以及平衡报导反收购新闻与言论之前，他们也停止供稿予《星洲日报》与《光明日报》。
5月28日收购成事实后，再有其他撰稿人加入行列，拒绝为上述四家报社供稿。6月8日，“维护媒体独立撰稿人联盟”宣告成立。

## 发展与转变
撰稿人联盟成立初期，为“528黃丝带运动”的重要力量，成员们通过大量撰写文章和赴各地演讲宣扬反媒体垄断的理念。但随后联盟中一些成员放弃原先立场，停止罢供稿行动。